# Montrose (Schiff, 1922)
Die Montrose (II) war ein 1922 in Dienst gestellter Ozeandampfer der kanadischen Reederei Canadian Pacific Steamship Company, der im transatlantischen Passagier- und Postverkehr zwischen Großbritannien und Kanada eingesetzt wurde. Ab 1939 diente die Montrose unter dem Namen HMS Forfar (F30) als alliierter Truppentransporter im Zweiten Weltkrieg, bis sie am 2. Dezember 1940 etwa 500 Seemeilen westlich von Irland von dem deutschen U-Boot U 99 versenkt wurde. Dabei kamen 172 Menschen ums Leben.

## Das Schiff
Das 16.402 BRT große Dampfturbinenschiff Montrose entstand auf der Werft Fairfield Shipbuilders in Govan bei Glasgow, wo auch ihre beiden Schwesterschiffe Montcalm (II) (1921) und Montclare (1922) gebaut wurden. Das Schiff sollte eigentlich Montmorency (nach dem gleichnamigen Wasserfall in Québec) benannt werden, aber dies wurde noch vor dem Stapellauf verworfen. Stattdessen erhielt das Schiff den Namen eines gleichnamigen Dampfers, den die Reederei 1914 verloren hatte. Die Taufpatin war Lady Greta Watson Raeburn, Ehefrau von Sir Ernest Manifold Raeburn, OBE, dem Generaldirektor des British Ministry of Shipping in den Vereinigten Staaten.
Die Montrose war ein 167,2 Meter langes und 21,4 Meter breites Passagier- und Frachtschiff und hatte zwei Schornsteine, zwei Masten und zwei Propeller. Das Schiff wurde von zwei Dampfturbinen angetrieben, die eine Leistung von 2532 nominalen PS (NHP) erbrachten und eine Geschwindigkeit von 16 Knoten ermöglichten. Das Schiff konnte 542 Passagiere in der Kabinenklasse und weitere 1268 in der Dritten Klasse befördern.
Am 14. Dezember 1920 lief die Montrose vom Stapel und am 5. Mai 1922 lief sie in Liverpool zu ihrer Jungfernfahrt nach Quebec und Montreal aus. Im April 1928 wurde neben den beiden angebotenen Preisklassen noch die Touristenklasse eingeführt. Kurz danach stieß sie in dichtem Nebel bei Saint John mit einem Eisberg zusammen. Zwei Seeleute wurden durch niederfallendes Eis erschlagen und das Schiff trug erhebliche Schäden im Bugbereich davon, aber die Montrose konnte die Fahrt über den Atlantik nach Liverpool aus eigener Kraft fortsetzen. Am 18. Juli 1928 legte sie zu ihrer ersten Atlantiküberquerung auf der Route Antwerpen–Southampton–Quebec–Montreal ab und ab dem 29. Mai 1929 befuhr sie die gleiche Strecke ab Hamburg, statt Antwerpen. Auf dieser Route vollendete sie bis Juni 1933 insgesamt elf Überfahrten.
Im April und Mai 1929 gab es außerdem zwei Zwischenstopps in Cardiff, um dort Auswanderer an Bord zu nehmen. 1931 wurden bei Harland & Wolff in Belfast neue Turbinen eingebaut. Zwischen dem 26. März 1932 und dem 24. Juni 1939 führte die Montrose insgesamt 46 Vergnügungskreuzfahrten sowie vereinzelte Nordatlantik-Linienfahrten durch. Im Mai 1937 wurde das Schiff von der Royal Empire Society für eine viertägige Kreuzfahrt von Liverpool nach Spithead für die Coronation Fleet Review zu Ehren der Krönung von König Georg VI. gechartert. Im Januar 1939 wurde die Touristenklasse wieder abgeschafft.
Am 25. August 1939, wenige Tage vor Ausbruch des Zweiten Weltkriegs, verließ die Montrose Liverpool zu ihrer letzten Fahrt als Passagierschiff in Friedenszeiten. Sie traf am 11. September 1939 wieder in Liverpool ein und beendete damit ihre 152. und letzte Atlantiküberquerung.

## Versenkung
Gleich am nächsten Tag, dem 12. September 1939, wurde sie von der britischen Admiralität für den Kriegseinsatz angefordert und in den folgenden Wochen in einen bewaffneten Hilfskreuzer (Armed Merchant Cruiser) umgewandelt. Der Umbau war am 6. November 1939 abgeschlossen. Unter der Bezeichnung HMS Forfar (F30) wurde das ehemalige Passagierschiff nun der in den Gewässern der Nordsee und rund um Schottland operierenden Northern Patrol der Royal Navy unterstellt.
Am 2. Dezember 1940 befand sich die HMS Forfar unter dem Kommando von Kapitän Norman Arthur Cyril Hardy mit 38 Offizieren und 154 unteren Navy-Rängen (insgesamt 193 Männer) auf einer weiteren Patrouillenfahrt im Nordatlantik. Sie hatte gerade den Konvoi HX-90 verlassen, um sich dem Konvoi OB-251 anzuschließen, als sie um 05.46 Uhr morgens etwa 500 Seemeilen westlich von Irland von einem Torpedo des deutschen U-Boots U 99 (Kapitänleutnant Otto Kretschmer) getroffen wurde.
Das Schiff sank um 06.47 Uhr nach vier weiteren Torpedotreffern auf der Position 54º35’N, 18º18’W. Kapitän Hardy, 35 Offiziere und 136 Navy-Ränge kamen ums Leben, insgesamt 172 Männer. Drei Offiziere und 18 Ränge wurden von dem Zerstörer der Royal Canadian Navy St. Laurent, dem Zerstörer der Royal Navy Viscount und dem kleinen Dampfer Dunsley aufgenommen und in der schottischen Hafenstadt Oban an Land gebracht.